# Consumo responsable
El consumo responsable es un concepto defendido por organizaciones ecológicas, sociales y políticas que considera beneficioso cambiar los hábitos de consumo humano, ajustándolos a sus necesidades reales y optando en el mercado por bienes y servicios que favorezcan la conservación del medio ambiente, la igualdad social y el bienestar de los trabajadores.
El consumo responsable es una manera de consumir bienes y servicios teniendo en cuenta la naturaleza, además de las variables de precio y calidad, las características sociales y laborales del entorno de producción y las consecuencias medioambientales posteriores.
El sistema de consumo y producción responsable que rige en nuestro planeta presenta serias contradicciones y retos en la lógica del desarrollo sostenible y en el marco de la llamada economía verde.
A nivel, corporativo y en respuesta a esos retos, en abril del 2012, se crea la propuesta de Sistema B, que les aporta certificación a aquellas empresas decididas a convertirse en referentes de este compromiso con nuestra Salud y la de nuestra Tierra.

## Puntos a tener en cuenta sobre el consumo responsable
El consumo responsable ya es una prioridad dada oficialmente por la ONU como el objetivo número 12 de Desarrollo Sostenible para el periodo 2016-2030, donde el documento señala que a fin de lograr crecimiento económico y desarrollo sostenible, es urgente reducir la huella ecológica mediante un cambio en los métodos de producción y consumo de bienes y recursos. Menciona a su vez que la gestión eficiente de los recursos naturales compartidos y la forma en que se eliminan los desechos tóxicos y los contaminantes son vitales para lograr este objetivo, instando a las industrias, los negocios y a los consumidores a reciclar y reducir los desechos, apoyando a los países en desarrollo a avanzar hacia patrones sostenibles de consumo para 2030. Por último, se hace hincapié en la importancia de otorgarle un enfoque sistémico al planteamiento y lograr la cooperación entre los participantes de la cadena de suministro, desde el productor hasta el consumidor final, sensibilizándolos en educación ambiental.
Las siguientes recomendaciones o medidas, y muchas más, se consideran como prioritarias para el consumo crítico, consciente y responsable en el mundo actual, tanto a nivel personal como profesional o empresarial. Entre ellas están:
- Considerar el impacto ambiental desde el punto de vista del ciclo de vida del producto a comprar, valorando los procesos de producción, transporte, distribución, consumo y residuos que deja el producto.
- Determinar la huella ecológica producida por un determinado estilo de vida y consumismo. La huella ecológica es un indicador de impacto ambiental que analiza la demanda humana sobre los recursos existentes de la biosfera, relacionándola con la capacidad regenerativa de la Tierra.[2]
- Determinar qué empresas, productos y servicios respetan el medio ambiente y los derechos humanos para preferirlos frente a otros que no cumplan con los citados requisitos.
- Plantear el tipo de comercio que se desea favorecer.
- Asegurar la calidad de lo comprado.
- Determinar qué daño haría a usted o a  su negocio si lo que compró no es legal según su país.

## Rol de las empresas
No obstante, la elaboración de los Objetivos de Desarrollo Sostenible representa un avance; su abstracción y las complicaciones que se presentan dentro de un sistema donde el crecimiento económico se rige en base al consumo de varios factores hacen que su viabilidad presente diversas dificultades.
En el futuro, se espera que las grandes empresas incorporen esta modalidad para la elaboración de sus productos. Como ejemplo actual podemos citar la utilización por parte de algunas empresas de envases de vidrio. El consumidor que elige estos envases está propiciando una menor generación de basura ya que los envases de vidrio son reutilizables.
Lo que se busca dentro de las empresas es que optimicen sus procesos y se utilicen buenas prácticas a lo largo de la cadena de producción, con el fin de que se obtengan productos más limpios, sostenibles y amigables con el medio ambiente.
Con la implementación de nuevas prácticas que mejoren los procesos productivos, es de esperarse que los indicadores económicos y de eficiencia se mejoren y, así mismo, los resultados a nivel nacional también sean buenos. Se espera que la implementación de la política genere un resultado ganar-ganar, en el cual las empresas generen aumentos en sus utilidades y que los resultados en pro del medio ambiente también sean óptimos.
Fomentar un consumo responsable es entender que los recursos naturales no son renovables y que las generaciones futuras deben tener las condiciones necesarias para poder vivir. El consumidor elige en el mercado la historia que se contará en el futuro.
Podríamos resumir brevemente tres aspectos fundamentales o formas de consumir que constituyen lo que se denomina consumo responsable:
- El consumo ético: requiere introducir aspectos valorativos a la hora de consumir o de optar por un producto. Se hace especial énfasis en la austeridad, es decir, se trata de diferenciar entre las necesidades reales y las creadas por la publicidad que incentiva el consumo como forma de alcanzar la felicidad y el bienestar (consumismo). Esta mirada crítica lleva a una reducción en la cantidad de productos consumidos y por lo tanto disminuye el volumen de basura y la contaminación que se produce en la producción y el consumo.
- El consumo ecológico: implica un circuito básico de producción a partir de la reducción, la reutilización y el reciclado de los distintos productos sociales. También se analizan los productos de origen orgánico poniendo el acento en la generación de una agricultura y ganadería ecológicas, la opción por la producción artesanal, y todas aquellas formas de producción que no deterioren las condiciones del medio ambiente.
- El consumo social o solidario: tiene en cuenta las relaciones sociales y condiciones laborales en las que se ha elaborado un producto o brindado un servicio. Se podría incluir al comercio justo, que propone acercar al productor y al consumidor final para eliminar los intermediarios que elevan los precios. Se trata de pagar lo justo por el trabajo realizado, tanto a los productores de las zonas periféricas como a los que están en nuestro ámbito local, y de potenciar alternativas sociales de producción e integración, promoviendo un desarrollo equitativo y sostenible.

Una revisión de distintos estudios cuantitativos realizados en países de África y Latinoamérica, concluyó que el comercio justo puede producir efectos positivos en los productores al aumentar sus ingresos y oportunidades laborales, reducir su vulnerabilidad a fluctuaciones de precios, brindarles acceso a mercados internacionales de mayor tamaño y reducir en general su pobreza. Asimismo, la participación en cooperativas integrantes del comercio justo puede ayudarlos mediante la apertura de nuevos créditos y capacitaciones. Si bien estas iniciativas pueden haber mejorado los ingresos de los productores, faltan todavía estudios que permitan determinar su sostenibilidad en el largo plazo.

## Publicidad
Los medios de comunicación inciden de manera decisiva en los hábitos y gustos de las personas, pudiendo incluso llegar a crear necesidades inexistentes. En la actualidad, el poder del mercadeo ha llevado a un consumismo desmedido en la sociedad, influenciando negativamente al consumo inteligente y responsable. Sin embargo, cada vez la gente tiene más conciencia de la necesidad de consumir de forma responsable, y las empresas empiezan a adaptar la publicidad de sus productos a este pensamiento.

## Comprar es votar
Cada vez que se adquiere algo se está dando un voto a favor de los productos comprados, de los procesos utilizados en su fabricación, de la generación de ciertos tipos de residuos. Buscar un cambio de comportamiento en los diferentes actores, en las costumbres, buscar que estos generen nuevos hábitos mediante los cuales se promueva el correcto uso de los recursos, se consuma solo lo debido y así evitar desperdicios. Usualmente, el consumidor a la hora de comprar algún producto en lo último en que se fija es si este producto genera daños al medio ambiente.
Si el productor tiene vínculos con otras organizaciones que se comportan de manera poco ética o dañina para la comunidad en general, también se está apoyando su accionar. Al dejar de consumir un bien o servicio se está quitando apoyo a la organización que los produce o que se lucra de ellos. Con cada compra se está ejerciendo un derecho al voto. Por ejemplo, si no se está de acuerdo con la manera en que los medios de comunicación muestran el mundo o una situación en concreto, al seguir al medio se está apoyando su accionar, y al dejar de seguirlo se está votando en contra de su accionar. Si otras personas hacen lo mismo, y además hacen sentir su descontento, a medio plazo quienes anuncian en este medio se irán retirando (pautas en medios que tienen gran cobertura, no en los que la pierden) y la organización se debilitará permanentemente.

## Consejos

### Salud del medio ambiente
Diversas organizaciones internacionales, así como gran parte de la comunidad científica internacional y la mayoría de los gobiernos del mundo consideran que nos encontramos en medio de una crisis ambiental, además de que sus efectos son padecidos por innumerables seres humanos y otras especies.
La organización Ecologistas en Acción ha publicado una serie de consejos para el consumo responsable. Estas recomendaciones son:
- Ser ecologista y evitar la contaminación.
- Antes de comprar algo, reflexionar detenidamente si realmente se necesita comprarlo o si se está siendo guiado por la publicidad.
- Al decidir comprar algo, averigua muy bien de qué materia prima se fabrica, de qué manera su proceso de manufacturación impacta al medio ambiente y si genera algún daño o injusticia social.
- También considera el impacto al ambiente y al entorno social (especialmente el cercano a ti) que tiene el uso de lo que piensas comprar.
- Al comprar algo, considera también el impacto causado por los residuos y la basura que genera.
- Evita los productos descartables, si no son estrictamente necesarios.
- Rechaza las bolsas de plástico que dan en supermercados y comercios, las cuales son más difíciles de que se desintegren cuando son tiradas al mar, al suelo...etc. En lo posible, al hacer una compra, lleva tus propias bolsas de tela, de papel, de cartón, o incluso las de plástico usadas anteriormente hasta que sean inservibles. En definitiva, debemos adoptar el hábito de reutilizar los materiales que poseemos.
- Compra el contenido y no el envase. Muchas veces se paga más por todo lo que implica la fabricación y la eliminación de los envoltorios, que se tiran directamente a la basura, que por el contenido.
- Recicla antes que comprar, muchas de las cosas que están para tirar se pueden volver a utilizar de otras maneras y formas (usa tu imaginación).
- Evita las comidas baratas y los productos muy envasados. Las fiambreras y los tarros de cristal son una forma más ecológica que guardar los alimentos en plástico y aluminio.
- Dar prioridad a productos con envases retornables o reutilizables.
- Si utilizas artículos desechables, que sean de materiales compostables, biodegradables o, en todo caso, reciclables. Por ejemplo platos, vasos, cubiertos, bolsas, bolígrafos desechables de materiales compostables, como bioplásticos, en lugar de plásticos.
- Apagar todo cuando no lo necesites y siempre que sea posible, desenchufar el equipo del tomacorrientes para evitar el consumo hormiga.[7][8]
- No encender la calefacción cuando no la necesites.
- Dotar a nuestro hogar de pequeños contenedores donde poder reciclar los diversos residuos en función de sus características.
- Reciclar el aceite de la cocina. Para ello, debemos depositarlo en botes de vidrio para luego reciclar este en un contenedor especial,  y no desecharlo en inodoros o por el desagüe de la cocina.
- Sustituir pilas eléctricas por pilas recargables, debido a que estas últimas son más difíciles de reciclar.
- Tener en cuenta el tiempo de uso que hacemos del agua. Para ello, podemos optar por cerrar ligeramente la llave del paso del agua, aprovechar el agua de lluvia para regar las plantas en lugar de utilizar agua del grifo y usar el lavavajillas y la lavadora solo en el caso de que contemos con una gran cantidad de platos y ropa.
- Aquellas personas que cuenten con un patio exterior en su casa, ya sea pequeño o grande, pueden aprovechar sus beneficios para poder cultivar comida ecológica. De esta manera, las personas que realizan este huerto, podrán beneficiarse de una comida saludable y evitar la compra de comida ya envasada, cuyos envases son un peligro para la calidad de vida.
- Reducir el consumo de carnes y pescados, ya que, concretamente en el caso de los peces, a estos se les medica para evitar que las personas se infecten, y estos medicamentos los terminamos consumiendo los seres humanos de manera indirecta.

El cambio climático global amenaza la estabilidad de los ciclos biogeoquímicos y las condiciones planetarias propicias para la vida. Lo atestiguan ya el deshielo de los polos, el incremento del nivel del mar que ha invadido tierras costeras, la irregularidad de las lluvias y el potenciamiento de fenómenos naturales como los huracanes.

### Sector financiero
- Buscar bancas alternativas que tengan negociaciones éticas y responsables.

### Revolución informática
Procura no solo comprar sino también utilizar software libre siempre que sea posible. Es decir, utiliza: sistemas operativos, aplicaciones, programas, firmware, drivers, aplicaciones web y códecs multimedia, de código abierto y libres de licencias privativas, ya que estas privan a los usuarios, a los investigadores y a los desarrolladores, de todo el mundo, de las cuatro libertades fundamentales asociadas al software que marca la Free Software Foundation:
- Libertad #1: la libertad de utilizar el programa para cualquier propósito.
- Libertad #2: la libertad de estudiar el programa y adaptarlo a sus necesidades.
- Libertad #3: la libertad de distribuir el programa de la manera en que usted lo recibió.
- Libertad #4: la libertad de modificar el programa y compartir sus modificaciones.

La privación de estas libertades va desarrollando una espiral de dependencia tecnológica de las personas, las empresas, los centros educativos, las organizaciones y hasta los países, en general, cuyo progreso queda supeditado a otros países y empresas con mucho poder y con unos intereses distintos y, con frecuencia, contrarios a los de la mayoría de usuarios. Esto es mucho más importante cuanto más se basa la humanidad en la tecnología en general y la informática en particular.